# 稲葉紀通
稲葉 紀通（いなば のりみち）は、伊勢国田丸藩2代藩主、摂津国中島藩主、丹波国福知山藩主。

## 生涯

### 福知山藩主になるまで
田丸藩初代藩主稲葉道通の次男。慶長12年（1607年）、父の死去により家督を継ぎ田丸藩主となる。慶長19年（1614年）、大坂冬の陣で初陣した。元和2年（1616年）、摂津中島4万5700石へ移封される。寛永元年（1624年）には丹波福知山へ移封された。

### 丹波福知山騒動
福知山では、狩りの獲物が得られなかったとして近隣の村民60人を殺害するなど、幕閣にも紀通の狂行が知られるようになった。さらに福知山城の空堀に水を満たすなど、様々な不調法があったとして、慶安元年（1648年）8月18日には江戸に参府して弁明を行うよう命ずる奉書が出された。幕府は近隣大名に動員準備を命ずるなど緊迫する中、紀通は8月20日に福知山城中にて自殺。享年46。福知山藩稲葉家も改易となった。稲葉騒動ともいう。
徳川実紀や寛政重修諸家譜では、紀通に謀叛の疑いがあると近隣の大名が江戸に急報し、藩境や城下に他家の兵が配備される騒ぎとなったことを記している。藩翰譜では、移封直後に殺害した家臣2名の家族がこれを恨みに思い、謀叛を訴え出たことや、隣国である丹後国宮津藩主京極高広との鰤をめぐる争いなどを記している。それに拠れば1648年、藩領が内陸である福知山藩が、海がある丹後宮津藩に対して寒鰤100匹をねだったが、これを幕府への賄賂に使われることを恐れた京極側は鰤の頭を切り落としたものを進呈した、この非礼に激怒した福知山藩側が藩内を通行する宮津藩の領民を次々首をはねて殺害するという報復を行った。藩翰譜では紀通自身が京極家の飛脚を狙撃しようとし、誤って他家の飛脚を殺害したことが謀叛騒ぎの原因であったという説を記している。紀通の死因は『徳川実紀』などでは切腹であるとされているが、土佐藩主山内忠豊が家臣に送った書状では、鉄砲自殺となっている。
なお、嫡男の稲葉大助は8月25日に稲葉正則に預けられた。翌年3月6日に許され、稲葉家の財産を受け継いだが、慶安4年（1651年）に疱瘡で4歳で没し、家名断絶となった。

## 系譜
- 父：稲葉道通（1570-1608）
- 母：日根野盛就の娘
- 室：不詳
  - 嫡男：大助（1648-1651）
  - 女子：松平勝則正室
  - 女子：稲葉通任正室